# Egli (Familienname)
Egli ist ein deutscher Familienname.

## Wortherkunft
Egli ist eine Kurzform zu einem althochdeutschen männlichen Rufnamen wie Agilolf oder ähnlich und damit ein sogenannter Vatername. Sprachgeschichtliche Varianten sind Acklin und Egloff. Von Fall zu Fall nicht auszuschließen ist auch ein Wohnstättenname zu einem Hof namens Eggli ‚kleine Egg‘.

## Namensträger
- Alfred Egli (1853–1909), Schweizer Ingenieur
- Alphons Egli (1924–2016), Schweizer Politiker (CVP) und Bundesrat 1983–1986
- Andy Egli (* 1958), Schweizer Fußballspieler und -trainer
- Barbara Egli (1918–2005), Schweizer Schriftstellerin
- Beatrice Egli (* 1988), Schweizer Sängerin
- Bernhard Egli (* 1958), Schweizer Biologe, Ökologe und Politiker
- Charles Émile Egli (1877–1937), französischer Illustrator
- Chris Egli (* 1996), Schweizer Eishockeyspieler
- Dieter Egli (* 1970), Schweizer Politiker (SP), Regierungsrat des Kantons Aargau
- Dominic Egli (* 1976), Schweizer Jazzmusiker
- Dominik Egli (* 1998), Schweizer Eishockeyspieler
- Emil Egli (Theologe) (1848–1908), Schweizer Theologe und Kirchenhistoriker
- Emil Egli (Geograph) (1905–1993), Schweizer Kulturgeograph
- Emil Egli (Drucker) (1931–2017), Schweizer Buchdrucker
- Emil Egli (Rennrodler) (* 1941), Schweizer Rennrodler
- Ernst Egli (1893–1974), österreichisch-schweizerischer Architekt und Stadtplaner
- Ernst Egli (Maler) (1912–1999), Schweizer Maler
- Florian Egli (* 1982), Schweizer Jazzmusiker
- Franziska Egli (* 1984), Schweizer Journalistin
- Friedrich Egli (Fritz Egli; 1855–1933), Schweizer Chemiker
- Fritz Egli (* 1937), Schweizer Motorradrennfahrer
- Gotthard Egli (1884–1979), Schweizer Politiker (CVP)
- Hans Egli, Schweizer Sportschütze, Olympiateilnehmer 1920
- Hans Egli (Mediziner) (1922–2007), deutscher Hämatologe und Hochschullehrer
- Hans-Rudolf Egli (* 1946), Schweizer Geograf und Hochschullehrer
- Heinrich Egli (1897–1951), Schweizer Geologe
- Isabel Egli (* 1997), Schweizer Schwingerin
- Jean-François Egli (1928–2023), Schweizer Jurist
- Johann Baptist Egli (1821–1886), Schweizer Geistlicher und Theologe
- Johann Heinrich Egli (Komponist) (1742–1810), Schweizer Komponist
- Johann Heinrich Egli (Maler) (1776–1852), Schweizer Maler
- Johann Jakob Egli (1825–1896), Schweizer Geograph
- Johann Jakob Egli (Ingenieur) (1840–1918), Schweizer Ingenieur
- Johann Karl Egli (1891–1975), österreichischer Theologe und Hochschullehrer
- Johanna Egli (1896–1973), Schweizer Sängerin (Alt)
- Josef Egli (* 1932), Schweizer Politiker, Regierungsrat Luzern
- Joseph Egli (1923–2007), Schweizer Politiker (CVP)
- Karl Egli (1865–1925), Schweizer Generalstabsoffizier
- Leela Egli (* 2006), Schweizer Fußballspielerin
- Marie Knüpfer-Egli (1872–1924), Schweizer Opernsängerin (Sopran)
- Nina C. Egli (* 1988), Schweizer Schriftstellerin, siehe Carmen Capiti
- Paul Egli (1911–1997), Schweizer Radrennfahrer
- Peter Egli (* 1966), Schweizer Eishockeyspieler
- Regula Engel-Egli (1761–1853), Frau eines schweizerischen Söldneroffiziers im Dienste Napoleons
- Rolf Egli (1932–vor 2005), Schweizer Jurist, Anwalt und Politiker
- Rudolf Egli (1885–1956), Schweizer Lehrer, Maler, Ornithologe und Gemeindechronist
- Tobias Egli (1534–1574), Schweizer reformierter Pfarrer und Antistes
- Urs Egli (1941–2018), Schweizer Linguist
- Ursula Egli-Seliner (* 1970), Schweizer Politikerin (SVP) und Kantonsrätin
- Viviane Egli (* 1956), Schweizer Schriftstellerin
- Werner Egli (Architekt) (1943–2015), Schweizer Architekt
- Werner J. Egli (* 1943), Schweizer Schriftsteller
- Willi Egli (* 1943), Schweizer Architekt